# Übersicht der Museumslisten
Die Übersicht der Museumslisten ist eine Zusammenstellung aller Arten von Museumslisten.

## Nach räumlicher Zuordnung
- Liste der Landesmuseen
- Liste der Nationalmuseen
- Liste der Museumslisten nach Ort
- Liste von Regionalmuseen

## Thematisch
- Liste deutscher Museen nach Themen
- Liste von Museen nach Gründerperson
- Liste von Museen nach Themengebiet

## Sonstiges
- Privatmuseen (Auswahl)
- Liste der meistbesuchten Museen
- Liste der meistbesuchten Kunstmuseen
- Liste von Erlebnismuseen
- Liste von Museumspreisen
- Liste von Museumsverbünden
- Liste von Science Centern